# 韦苏文
韦苏文（1963年2月—），男，壮族，广西武鸣人，中国民间文艺学家，现任广西民间文艺家协会主席，中国民间文艺家协会副主席。